# Torvikbukt
Torvikbukt este o localitate din comuna Gjemnes, provincia Møre og Romsdal, Norvegia, cu o suprafață de 0,39 km² și o populație de 226 locuitori (2013).